# 桃映地域公民館
桃映地域公民館（とうえいちいきこうみんかん）は、京都府福知山市にある公民館。従来からの体育館施設に、東堀教育集会所（通称：大正文化センター）の機能を集約する予定で整備が進められている。

## 概要
敷地面積は2,056平方メートル、建築面積は1,033平方メートル。建物は鉄筋コンクリート造（一部鉄骨平屋建て）。
2023年時点では、桃映地域体育館と体育館内部に置かれる事務局のみの状態である。そのため、公民館としての施設機能拡充を目的として、体育館そばにあった東堀教育集会所を取り壊し、同地に「桃映地域公民館」を新設する計画が進められている。福知山市内にある他の地域公民館でもバリアフリー化や災害対策、SDGsに貢献できる施設にするなどして長寿命化計画が進められており、桃映地域公民館でも同様の設備内容にしていく方針である。桃映地域公民館は、地域包括支援センターや避難所機能などを備えた複合施設として、2024年（令和6年）夏頃の完成を予定している。Wi-Fi機能も備える予定。公民館の新設にあたり、地域体育館の近くにあった大正文化センターは撤去する。
体育館部分は地域住民がスポーツ、レクリエーションなどを通じて健康増進、体力作りを行える場となっており、親子スポーツデイなどの催しが行われている。
福知山市立体育館条例に基づき、以下のように1時間あたりの利用料金が定められている。
| 使用区分 | 基本使用料 | 照明使用料 |
| -------- | ---------- | ---------- |
| 全面     | 400円      | 300円      |
| 半面     | 200円      | 150円      |

上記金額の合計金額に、10％消費税等相当額が加算される。桃映地域住民が利用する場合、基本使用料が無料。福知山市外の者が利用する場合、基本使用料と照明使用料がそれぞれ上記金額の2倍となる。

## 沿革
- 1991年（平成3年）9月7日 - 桃映地域体育館竣工
- 2017年（平成29年）7月1日 - 桃映地域公民館設立。設立記念式実施

## 施設

### 体育館
- バレーコート - 全部で2面
- バスケットボール - 全部で2面
- バドミントンコート - 全部で4面
- テニスコート - 1面

### 事務室
- 管理事務所 - 建物入り口のすぐ横にある、この建物を管理する人が常駐する事務所。
- ホール
- 玄関
- 器具庫 - 全部で2部屋
- 更衣室 - 全部で2部屋
- 便所 - 男女の2つ

### その他
- 駐車場 - 約30台駐車可能。
- 車椅子対応の駐車場、車椅子対応の入り口

## 利用者数
- 開館日数 258日
- 利用者数 8519人
- 1日平均利用人員 29.6人

※福知山市統計書より参照（2020年度）

## 所在地
- 620-0882 京都府福知山市字堀（東堀）2201-1

## 交通手段
※出典
- 京都交通バス（京都交通株式会社路線バス）岩間循環線「東堀」停留所下車、徒歩1分。
- 京都交通バス（京都交通株式会社路線バス）長田野線「松縄手」停留所下車、徒歩8分。
- 京都交通バス（京都交通株式会社路線バス）堀循環線「本堀」停留所下車、徒歩10分。
- 福知山駅より徒歩31分

## 周辺
- 国道176号
- 福知山市立大正小学校
- 京都府福知山警察署
- 高田公園